# گودپرت
گودپرت (انگلیسی: Godepert; ۱ ژانویهٔ ۰۶۴۵ – ۱ ژانویهٔ ۰۶۶۲) یا گوندیپرت یا گوسبرت یا گوتبرت پادشاه لمبارد ها از ۶۶۱ میلادی بزرگترین پسر و جانشین آریپرت یکم بود او معتقد به مذهب آریانیسم بود و در همان زمانی که برادرش پرکتاریت در میلان به عنوان یک کاتولیک حکومت می کرد وی در پاویا بر تخت سلطنت جلوس کرده بود در جنگی با برادرش که با آغاز سال شروع شد او دوک گریمالد یکم از بینو را برای یاری به پایتختش فراخواند  پسرش راگنپرت موفق به فرار شد و بعداً حکومت کرد ، اما ابتدا گریموالد تاج و تخت را به دست گرفت.